# Pedro Mejía
Ne doit pas être confondu avec Pedro Mexía.
Pedro Juan Mejía Eusebio (né le 29 juin 1978) est un athlète dominicain spécialiste du 400 mètres. 

## Biographie

### Palmarès
| Date | Compétition                    | Lieu    | Résultat | Épreuve   | Performance        |
| ---- | ------------------------------ | ------- | -------- | --------- | ------------------ |
| 2006 | Championnats ibéro-américains  | Ponce   | 1er      | 4 × 400 m | 3 min 06 s 11      |
| 2008 | Championnats du monde en salle | Valence | 3e       | 4 × 400 m | 3 min 07 s 77 (RN) |